# Carl Schlechter
Carl Schlechter (2 de març de 1874 – 27 de desembre de 1918) fou un destacat jugador i teòric d'escacs austríac, un dels millors jugadors del món a començaments del segle xx. Aspirant al títol mundial, va empatar un matx pel Campionat del món d'escacs amb Emanuel Lasker.
|  |

## Biografia
Schlechter nasqué al si d'una família catòlica a Viena. Algunes fonts indiquen que era jueu, però no és clar que ho fos, i d'altres afirmen el contrari. Va començar a jugar als escacs als 13 anys, tutelat pel seu primer i únic mestre, el problemista austrohongarès Dr. Samuel Gold.

## Resultats destacats en competició
Des de 1893 va participar en uns 50 torneigs internacionals. Obtingué el 5è lloc al Torneig de Viena 1898 (Kaiser-Jubiläumsturnier) (el campió fou:Siegbert Tarrasch). Va guanyar (o empatar al primer lloc) a Múnic 1900 (12è DSB Congress), Coburg 1904 (14è DSB Congress), Viena 1904, en un torneig temàtic del gambit de rei, Oostende 1906, Estocolm 1906, Torneig d'escacs de Viena 1908, Torneig d'escacs de Praga 1908, Torneig d'escacs d'Hamburg 1910 (17è DSB Congress), i sis cops al Memorial Trebitsch de Viena (entre 1911 i 1916).
Fou 5è al Torneig de Carlsbad de 1907 (el campió fou Akiba Rubinstein). Empatà als llocs 2n-3r, amb Akiba Rubinstein al torneig de Carlsbad de 1911 (el campió fou Richard Teichmann) Va tenir també d'altres actuacions destacades en alguns dels principals torneigs de l'època; per exemple, va participar en la sèrie de torneigs de Montecarlo, on hi fou 2n el 1901 rere Dawid Janowski, empatà als llocs 5è-7è el 1902 (el campió fou Géza Maróczy), fou 4t el 1903 (el campió fou Tarrasch), i fou 2n el 1904 (rere Maróczy). El 1911 fou sisè al fortíssim Torneig de Sant Sebastià (el campió fou Capablanca).
El 1912 fou vuitè al torneig de Sant Sebastià (el campió fou Rubinstein).
Va jugar també diversos matxs contra jugadors rellevants; empatà amb Georg Marco (+0 -0 =10) el 1893, empatà amb Marco i amb Adolf Zinkl, en ambdós casos (+4 -4 =3) el 1894, empatà amb Dawid Janowski (+2 -2 =3) el 1896, empatà amb Semion Alapín (+1 -1 =4) el 1899, va batre Janowski (+6 -1 =3) el 1902, empatà amb Richard Teichmann (+1 -1 =1) el 1904, i empatà amb Siegbert Tarrasch (+3 -3 =10) el 1911.

## El matx Lasker-Schlechter
El 1910 Schlechter ja jugar un matx contra Emanuel Lasker pel Campionat del món d'escacs (a Viena i Berlín). Tot i que no és clar si a les condicions del matx s'establia que Schlechter necessitava, per guanyar el títol, guanyar per un marge d'una o bé de dos partides, el fet és que en arribar a la darrera partida, Schlechter guanyava per un punt d'avantatge. En cas que guanyés, seria el nou campió mundial. Però en aquesta partida, va succeir una tragèdia per Schlechter, ja que després d'haver aconseguit una posició guanyadora, i de perdre posteriorment l'avantatge, va cometre un segon error greu en una posició clara de taules que el va conduir a la derrota en la jugada número 71 (la partida es va allargar, en diverses sessions, durant tres dies). El matx acabà empatat 5-5 (+1 -1 =8) i Lasker va retenir el títol. En qualsevol cas, la reputació de Schlechter va augmentar considerablement, ja que fou la primera persona que, en 16 anys, havia creat seriosos problemes a Lasker en la disputa pel títol de Campió del Món.

## Darrers anys
Durant la I Guerra Mundial, guanyà tres cops el Memorial Trebitsch de Viena. En el darrer any de la seva vida, fou tercer a Viena, perdé un matx amb Akiba Rubinstein (+1 -2 =3), fou segon al quadrangular de Berlín (el campió fou Milan Vidmar), empatà al tercer lloc a Kaschau, i fou tercer en un altre quadrangular a Berlín (el campió fou Emanuel Lasker). Schlechter va morir de pneumonia i fam el 1918, i fou enterrat a Budapest el 31 de desembre.

## Autor d'escacs
Carl Schlechter, juntament amb Arthur Kaufmann i Hugo Fähndrich, varen contribuir a desenvolupar l'escola vienesa d'escacs, fundada per Max Weiss al segle xix.
Entre 1899 i 1918 fou editor de la revista d'escacs alemanya Deutsche Schachzeitung, conjuntament amb Johann Berger la major part del període.
Schlechter va preparar la vuitena (i darrera) edició del famós Handbuch des Schachspiels (un tractat d'obertures). Publicat en onze parts entre 1912 i 1916, totalitzava 1.040 pàgines, i comptava amb contribucions de grans jugadors com Rudolf Spielmann, Siegbert Tarrasch, i Richard Teichmann. El Mestre Internacional William Hartston l'ha qualificat com a "un treball superb, potser l'últim que va aconseguir encaixar satisfactòriament tots els coneixements escaquísitics de l'època en una sola obra."
Schlechter fou també un típic exponent de cavaller de la vella escola, que oferia taules als rivals quan es trobaven malament, o que, si el rival arribava tard, es rebaixava ell mateix la mateixa quantitat de temps de reflexió del seu rellotge. També va tutelar la carrera d'alguns dels seus rivals, inclòs n'Oldřich Duras.

## Llista de variants d'obertura amb el nom de Schlechter
Hi ha diverses "Variants Schlechter" en les obertures d'escacs:
- gambit Schlechter de l'obertura Bird 1.f4 e5 2.fxe5 Cc6
- Variant Schlechter de la defensa francesa 1.e4 e6 2.d4 d5 3.Ad3
- Variant Schlechter de la defensa eslava 1.d4 d5 2.c4 c6 3.Cf3 Cf6 4.e3 g6 (o via l'ordre de la Grünfeld, 1.d4 Cf6 2.c4 g6 3.Cc3 d5 4.e3 c6)

## Partides destacades
- Fried-Schlechter, Viena 1894 Arxivat 2007-05-13 a Wayback Machine., gambit From (A02), 0-1; Una gran jugada guanyadora (la 14a) de Schlechter, qui sacrifica la dama i fa mat al rei contrari al mig del tauler.
- Bernhard Fleissig-Schlechter, Viena 1895, Obertura polonesa: General (A00), 0-1; Una de les partides més famoses de Schlechter, una brillant producció en què guanya en Bernhard Fleissig. Les negres sacrifiquen les dues torres i els dos alfils.
- Schlechter-Steinitz, Colònia 1898, Obertura Vienesa (C28), 1-0; Schlechter guanyà el vigent Campió del Món en 24 jugades.
- Schlechter-Meitner, Viena 1899, obertura italiana, variant clàssica, gambit Greco, Atac Moeller-Therkatz (C54), 1-0; Una interessant combinació en el final: les blanques sacrifiquen la dama, i després fan una jugada tranquil·la amb el rei, després de la qual les negres no poden evitar el mat en dues jugades.